# Jung Sung-sook
Jung Sung-sook (* 26. Januar 1972) ist eine ehemalige südkoreanische Judoka. Sie gewann zwei olympische Medaillen und war 1995 Weltmeisterin im Halbmittelgewicht.

## Karriere
Die 1,65 m große Jung Sung-sook belegte den siebten Platz bei den Weltmeisterschaften 1993. Im gleichen Jahr gewann sie ihren ersten Titel bei den Asienmeisterschaften. 1994 siegte sie zunächst bei den Goodwill Games. Bei den Asienspielen 1994 bezwang sie im Finale die Japanerin Yuko Emoto. Ende 1994 erkämpfte sie auch den Titel bei den Weltmeisterschaften der Studierenden. 1995 gewann sie das Weltcup-Turnier von Paris. Im Sommer siegte sie bei der Universiade in Fukuoka. Einen Monat nach der Universiade fanden die Weltmeisterschaften in Chiba, also ebenfalls in Japan, statt. Jung Song-sook gewann im Halbfinale gegen die Französin Catherine Fleury-Vachon und im Finale gegen die Niederländerin Jennifer Gal. Zwei Monate nach den Weltmeisterschaften gewann die Südkoreanerin in Neu-Delhi ihren zweiten Asienmeistertitel. Im Sommer 1996 unterlag sie bei den Olympischen Spielen in Atlanta im Halbfinale gegen die Belgierin Gella Vandecaveye, im Kampf um eine Bronzemedaille besiegte sie die Israelin Yael Arad. Ende 1996 siegte Jung Sung-sook zum dritten Mal bei Asienmeisterschaften. 
Bei den Weltmeisterschaften 1997 in Paris unterlag Jung im Viertelfinale gegen die Spanierin Sara Álvarez, durch Siege in der Hoffnungsrunde über die Polin Irena Tokarz, die Japanerin Hiroko Kitazume und die Australierin Lara Sullivan erkämpfte sich die Südkoreanerin eine Bronzemedaille. Ende 1997 gewann sie in Manila ihren vierten Titel bei Asienmeisterschaften. 1998 erkämpfte sie eine Bronzemedaille bei den Asienspielen 1998. Nach einem Jahr Pause kehrte sie 2000 zurück und siegte zum Saisonauftakt beim Turnier von Paris. Im Mai gewann sie in Osaka ihren fünften Asienmeistertitel. Im September unterlag Jung in der ersten Runde bei den Olympischen Spielen in Atlanta der Französin Séverine Vandenhende durch Ippon nach 3:02 Minuten. Mit drei Siegen in der Hoffnungsrunde erreichte die Koreanerin den Kampf um die Bronzemedaille gegen die mittlerweile für Italien antretende Jennifer Gal. Nach Sieg durch yusei-gachi (Kampfrichterentscheid) erhielt Jung Sung-sook ihre zweite olympische Bronzemedaille.